# بيوبوليس (سنغافورة)

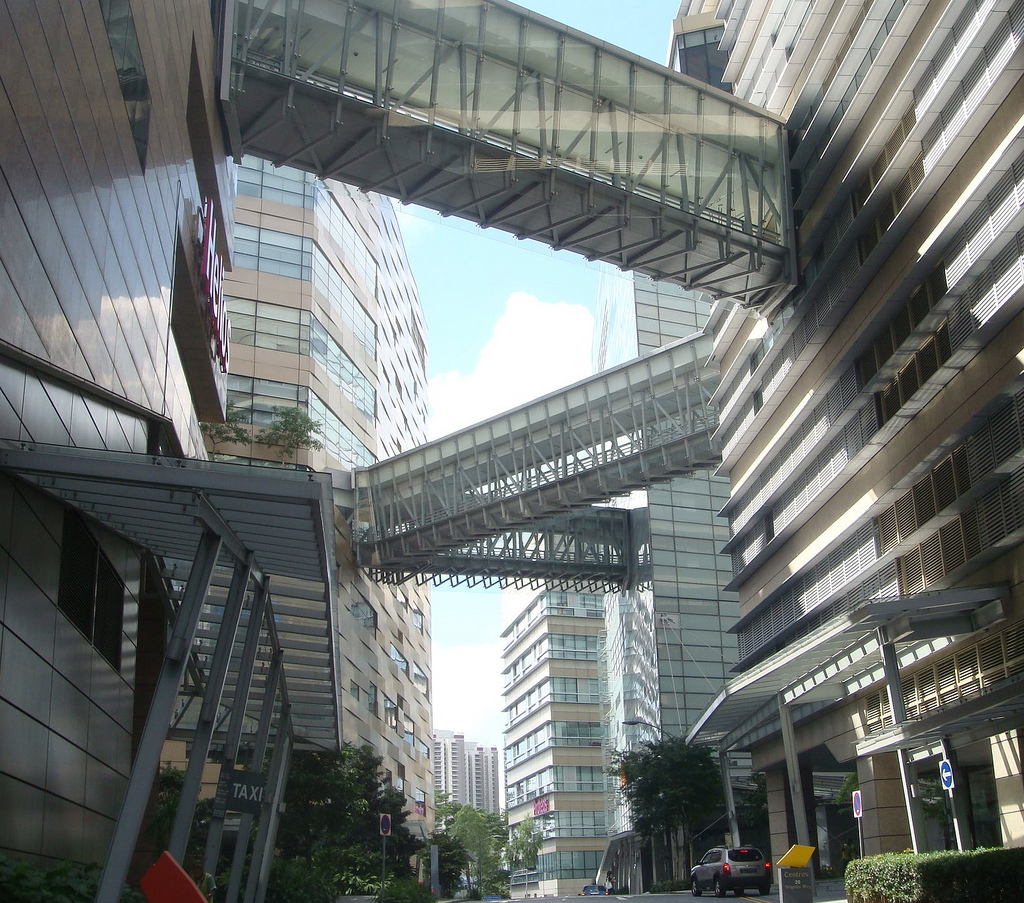
مباني المرحلة الأولى.

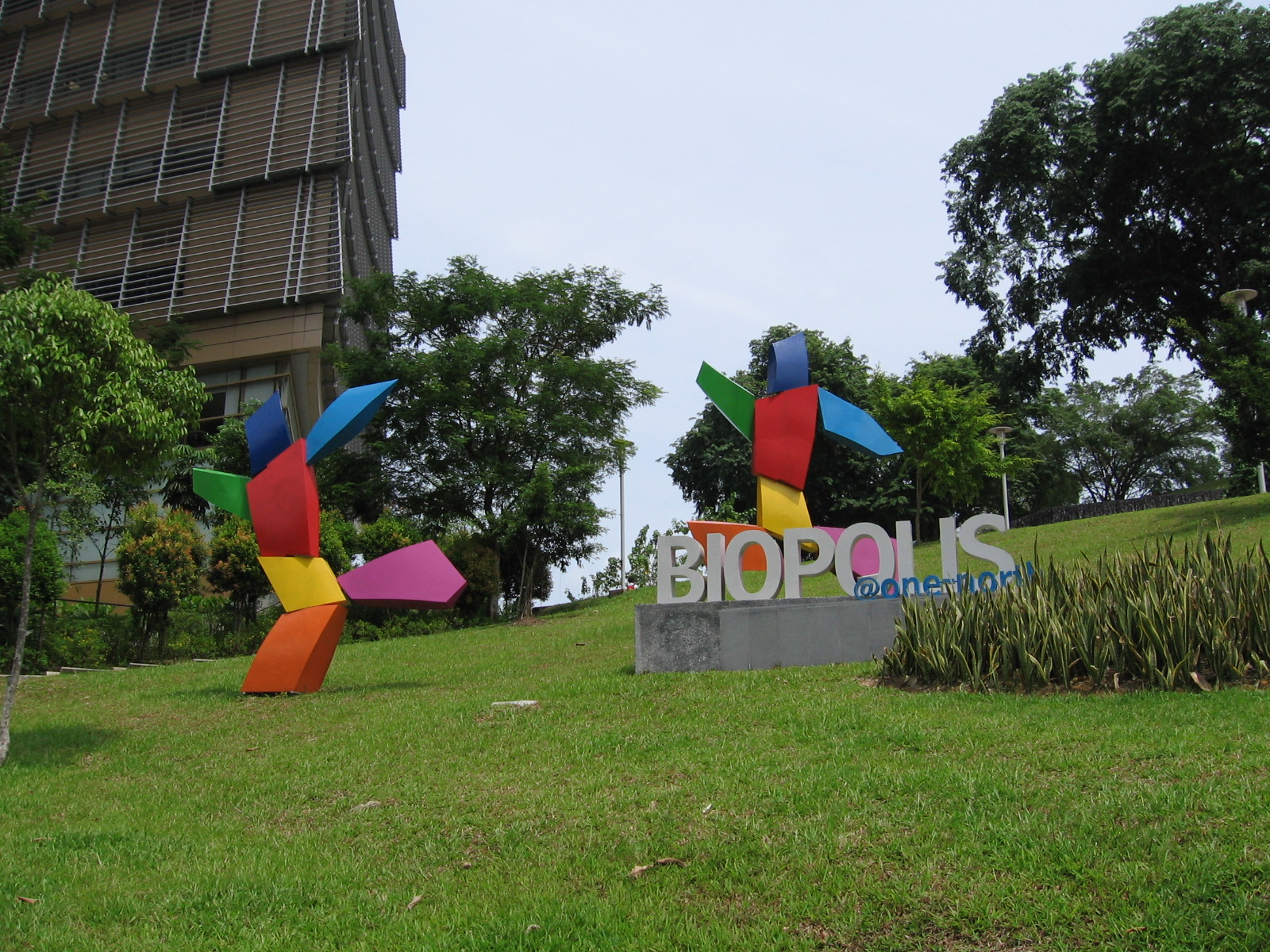
الحديقة الخارجية لمركز بيوبوليس.

بيوبوليس هو مركز دولي للبحوث والتطوير في مجال العلوم الطبية الحيوية في سنغافورة. يقع المركز في وان نورث بونا فيستا، بالقرب من جامعة سنغافورة الوطنية، وبوليتكنك سنغافورة، ومعهد التعليم التقني، ومستشفى الجامعة الوطنية، ومتنزه سنغافورة للعلوم، ووزارة التعليم السنغافورية، وكلية إي إس إس إي سي للأعمال، ومدرسة إنسياد للأعمال، ومجمع فوشيونوبوليس للأبحاث. هذا الحرم الجامعي مكرس لتوفير مساحة مناسبة لأنشطة البحث وأنشطة التطوير في مجالات الطبية الحيوية وتعزيز مراجعة الأقران والتعاون بين المجتمع العلمي الخاص والعام.

## التطوير

### المرحلة الأولى
المرحلة الأولى من مشروع بيوبوليس صممه المهندسة المعمارية ذي الشهرة العالمية زها حديد، هو مجمع بيولوجري حيوي مساحته 185.000 متر مربع (2.000.000 قدم مربع). يتكون المجمع من سبعة مبان تم بناؤها في الفترة من شهر يونيو 2003 إلى شهر مارس 2004 بتكلفة 500 مليون دولار سنغافوري. المباني السبعة هي: نانوس وجينوم وهيليوس وكروموس وبروتيوس وماتريكس وسنتروس. يوجد في مباني المرحلة الأولى العديد من الوكالات الحكومية ومعاهد البحوث الممولة من القطاع العام ومختبرات الأبحاث لشركات الأدوية والتكنولوجيا الحيوية.

### المرحلة الثانية
تم الانتهاء من المرحلة الثانية من مشروع بيوبوليس في شهر أكتوبر 2006، والتي تضم مبنيين الأول يسمى نيروس والثاني إميونوس، تضم مباني هذه المرحلة مختبرات للأبحاث حول علم الأعصاب وعلم المناعة. تم تصميم وبناء المجمع الذي تبلغ مساحته 37.000 متر مربع والذي يتألف من سبعة طوابق على مدى 18 شهرًا بتكلفة تبلغ 70 مليون دولار سنغافوري. تزيد الإضافة الجديدة مجمع الأبحاث في بيوبوليس ليبلغ مجموعها 222.000 متر مربع، أو حوالي نصف حجم مدينة سونتيك السنغافورية.

### المرحلة الثالثة
المرحلة الثالثة من مركز بيوبوليس يتألف من مبنيين الأول سينابس والثاني أمنيوس. بدأت أعمال البناء في المرحلة الثالثة في الربع الثالث من عام 2009، وتم الانتهاء منها في الربع الثاني من عام 2011. تبلغ مساحتها الإجمالية 40.505 متر مربع، وتحتوي على مساحة للمختبرات ومرافق الأبحاث والمكاتب وعمليات البيع بالتجزئة.

### المرحلة الرابعة
أعلنت شركة بروكتر وغامبل عن مشروع بيوبوليس الرابع في 25 يناير 2010، وهو مركز الابتكار في شركة بروكتر وغامبل السنغافورية. تم افتتاح مباني هذه المرحلة في 28 مارس 2014. وهو أكبر استثمار في منشأة أبحاث خاصة في سنغافورة بتكلفة بلغت قيمتها 250 مليون دولار سنغافوري.

### المرحلة الخامسة
تم الانتهاء من المرحلة الخامسة من بيوبوليس المكونة من مبنى نيكليوس في عام 2014. يتم استخدام مباني هذه المرحلة في التجارب المتقدمة للتجارب السريرية.

## المميزات
يتمتع المركز بتوفير وسائل الراحة لجميع العاملين، يضم المركز لديها ثمانية محلات تجارية، وأربعة مطاعم، وأربعة مقاهي، و 300 مقعد طعام، ومطعم للوجبات السريعة، وحانة ومركز رعاية الأطفال. بالنسبة لأعضاء المركز يوجد في «بيوبوليس» قاعة تضم 480 مقعدًا وأربع مسارح محاضرات تتسع لـ 250 مقعدًا. كما يضم 13 غرفة اجتماعات. يضم المركز روتشستر وهو مشروع متعدد الاستخدامات يضم عدد من المساكن الخاصة والشقق المفروشة وغرف الفنادق ومرافق الترفيه والتجزئة.

## برنامج بيوبوليس للفنون
أُطلقت مبادرة من برنامج الفنون وان نورث، بقيادة شركة جي دي، وهو أول برنامج في مركز بيوبوليس بختص بالفنون في الشمال السنغافوري، تم العمل في هذا البرنامج في 14 مايو 2002. تدعم وان نورث رعاية مجتمع الفنون المحلية والخارجية، والمشاركة في تطوير وتمويل البرامج الفنية في الشمال. يتم تشجيع جميع المشاريع التنموية الرئيسية في الشمال الواحد بناءً على المساهمة في تمويل الأعمال الفنية الهامة في الموقع.